# Plan de la Monarquía Indígena
El Plan de la Monarquía Indígena o Plan de Chicontla fue un pronunciamiento realizado en Ecatzingo por los sacerdotes católicos Carlos Tepisteco Abad y Epigmenio de la Piedra, el 2 de febrero de 1834. Su objetivo era conseguir la pacificación y tranquilidad del país implementando un régimen de gobierno monárquico moderado, el cual funcionaría con un Congreso constituyente formado por doce descendientes de Moctezuma Xocoyotzin, entre los cuales, se elegiría al nuevo emperador de México.  El plan no tuvo seguidores ni repercusión política.

## Marco histórico
Desde 1833, la administración del vicepresidente Valentín Gómez Farías había instaurado una política reformista en materia eclesiástica. En oposición a esta política liberal, el 2 de febrero de 1834, los sacerdotes Epigmenio de la Piedra y Carlos Tepisteco redactaron el plan consistente en treinta y nueve artículos. Se proponía formar un Congreso formado por doce individuos descendientes del huey tlatoani Moctezuma Xocoyotzin, de entre los cuales se nombraría al nuevo emperador mexicano. El nuevo gobernante juraría sostener la religión católica, apostólica y romana. En caso de ser moreno se debería casar con una mujer blanca, o al revés, si él era de piel blanca.
Aunque no tuvo seguidores, ni repercusión política, el gobierno tomó cartas en el asunto. Se giraron órdenes de aprehensión contra los autores. El padre Tepisteco fue presentado ante Gómez Farías, quien deseaba saber de la posible existencia de ramifaciones del plan. Tras el interrogatorio, el vicepresidente concluyó que Tepisteco era un seguidor ignorante del padre de la Piedra. El sacerdote fue remitido a la Arquidiócesis de México para instrurile causa, aunque no tuvo ningún efecto. Por su parte, el padre de la Piedra logró escapar y burlar a las autoridades, más tarde, se desempeñó como párroco de Tenancingo.
Epigmenio de la Piedra (1792- 1873) Prebendado de la Santa Iglesia Metropolitana de México, nacido en Yautepec Morelos, dominó 5 idiomas, latín francés, italiano, mexicano y español.            
"Recién ordenado, fue a Tepecuicuilco donde se encontraba su tío el cura Don Horacio de la Piedra, a tiempo que Agustín de Iturbide en el vecino pueblo de Iguala combinaba el plan de independencia que aún no revelaba a las fuerzas realistas de que era coronel, llegando las cosas a su madurez preguntó un día de que persona podría valerse para que desempeñara una comisión muy peligrosa y delicada que requería de valor y talento y que no fuera militar.
Le fue propuesto el padre Epigmenio de la Piedra que se encontraba en Tepecuicuilco entonces,..........Y Agustín de Iturbide confió en él y le dio el proyecto de ir a la Ciudad de México y entregar al Virrey Don Juan Ruiz de Apodaca, Conde del Venadito, los pliegos que contenían el acta de independencia, el plan de Iguala."